# Anaprof Apertura 2007
La ANAPROF Apertura 2007 (oficialmente "Torneo Apertura 2007") se inició el 24 de febrero de 2007, hasta el 27 de mayo de 2007. Finalizó coronando campeón al Tauro Fútbol Club tras derrotar al San Francisco FC por 2-0. El Sanfra obtuvo el cupo para disputar la Copa Interclubes UNCAF 2007, debido a que el Tauro ya tenía su cupo por haber ganado el torneo anterior.

## Cambios en el Apertura 2007
- El formato Campeón único por año es abandonado, por lo tanto habrá dos campeones por año, el de la Apertura y el de la Clausura.
- El Sporting 89 vuelve a poner su antiguo nombre que es el Sporting San Miguelito

## Equipos del Apertura 2007
| Equipo                 | Ciudad           | Estadio                             | Capacidad |
| ---------------------- | ---------------- | ----------------------------------- | --------- |
| Alianza FC             | Ciudad de Panamá | Estadio Camping Resort              | 1.500     |
| Atlético Chiriquí      | David            | Estadio San Cristóbal               | 3.000     |
| Atlético Veranguense   | Santiago         | Estadio Aristocles Castillo         | -         |
| CD Árabe Unido         | Colón            | Estadio Armando Dely Valdés         | 4.500     |
| CD Plaza Amador        | Ciudad de Panamá | Estadio Rommel Fernández            | 25.000    |
| Chepo FC               | Chepo            | Estadio José de la Luz Thompson     | ---       |
| Chorrillo FC           | Ciudad de Panamá | Estadio Municipal de Balboa         | 2.000     |
| San Francisco FC       | La Chorrera      | Estadio Agustín Muquita Sánchez     | -         |
| Sporting San Miguelito | San Miguelito    | Parque de Deportes de los Andes     | ---       |
| Tauro FC               | Ciudad de Panamá | Campo de Deportes Giancarlo Gronchi | 500       |

## Estadísticas del Apertura 2007
| Lugar | Equipo                 | Juegos | Ganados | Empates | Perdidos | Goles A favor | Goles en contra | +/- | Puntos |
| ----- | ---------------------- | ------ | ------- | ------- | -------- | ------------- | --------------- | --- | ------ |
| 1.    | Tauro FC               | 18     | 11      | 5       | 2        | 37            | 15              | +22 | 38     |
| 2.    | CD Árabe Unido         | 18     | 9       | 3       | 6        | 26            | 20              | +6  | 30     |
| 3.    | San Francisco FC       | 18     | 9       | 2       | 7        | 25            | 17              | +8  | 29     |
| 4.    | Chorrillo FC           | 18     | 8       | 4       | 6        | 29            | 25              | +4  | 28     |
| 5.    | Chepo FC               | 18     | 8       | 4       | 6        | 27            | 27              | 0   | 28     |
| 6.    | Atlético Chiriquí      | 18     | 7       | 4       | 7        | 24            | 13              | +11 | 25     |
| 7.    | CD Plaza Amador        | 18     | 5       | 6       | 7        | 21            | 25              | -4  | 21     |
| 8.    | Sporting San Miguelito | 18     | 5       | 5       | 8        | 17            | 20              | -3  | 20     |
| 9.    | Alianza FC             | 18     | 5       | 2       | 11       | 25            | 36              | –11 | 17     |
| 10.   | Atlético Veragüense    | 18     | 4       | 3       | 11       | 23            | 46              | –23 | 15     |

- (Los equipos en verde señalan los clasificados a semifinales.)

## Ronda Final
|  | Semifinals       | Semifinals       | Semifinals       |                  |          | Final    | Final | Final |  |
|  |                  |                  |                  |                  |          |          |       |       |  |
|  |                  |                  |                  |                  |          |          |       |       |  |
|  | Tauro FC         | Tauro FC         | 2                |                  |          |          |       |       |  |
|  | Tauro FC         | Tauro FC         | 2                |                  |          |          |       |       |  |
|  | Chorrillo FC     | Chorrillo FC     | 1                |                  |          |          |       |       |  |
|  | Chorrillo FC     | Chorrillo FC     | 1                |                  | Tauro FC | Tauro FC | 2     |       |  |
|  |                  |                  |                  |                  | Tauro FC | Tauro FC | 2     |       |  |
|  |                  |                  | San Francisco FC | San Francisco FC | 1        |          |       |       |  |
|  | CD Árabe Unido   | CD Árabe Unido   | San Francisco FC | San Francisco FC | 1        | 2        |       |       |  |
|  | CD Árabe Unido   | CD Árabe Unido   |                  |                  |          | 2        |       |       |  |
|  | San Francisco FC | San Francisco FC | 2                |                  |          |          |       |       |  |
|  | San Francisco FC | San Francisco FC | 2                |                  |          |          |       |       |  |
|  |                  |                  |                  |                  |          |          |       |       |  |

### Semifinales
| 16 de mayo de 2007 | Tauro FC      | 1-0 | Chorrillo FC | Estadio Rommel Fernández, |  |
|                    | Edwin Aguilar |     |              |                           |  |

| 16 de mayo de 2007 | Árabe Unido       | 1-1 | San Francisco FC | Estadio Armando Dely Valdés, |  |
|                    | Eduardo McTaggart |     | Manuel Torres    |                              |  |

| 20 de mayo de 2007 | Chorrillo FC | 1-1 | Tauro FC        | Estadio Balboa, |  |
|                    | Johnny Ruiz  |     | Rolando Escobar |                 |  |

| 19 de mayo de 2007 | San Francisco FC  | 1-1 | CD Árabe Unido | Estadio Agustín Muquita Sánchez, |  |
|                    | Temístocles Pérez |     | Fausto Scolaro |                                  |  |

San Francisco avanza a la final, gana 3-0 en penaltis.

### Final
| 27 de mayo de 2007 | Tauro FC                           | 2-0 | San Francisco FC | Estadio Rommel Fernández, |  |
|                    | Alberto Skinner Juan de Dios Pérez |     |                  |                           |  |

| Campeón Apertura 2007: |
| ---------------------- |
| Tauro FC 9.º Título    |